# Thomas P. Stafford
Thomas Patten Stafford (Weatherford, Oklahoma; 17 de septiembre de 1930 - Satellite Beach, Florida; 18 de marzo de 2024) fue un piloto de pruebas de la USAF y astronauta estadounidense.
Tras graduarse en la Academia Naval, ingresó en la Fuerza Aérea para ser piloto de pruebas. Fue seleccionado como astronauta en 1962 para las misiones Gemini 6A y Gemini 9A. En 1969, participó como comandante en la misión Apolo 10, la segunda de las tripuladas a la Luna y la primera en orbitar el módulo lunar alrededor de la misma, hasta 14 km de altitud sobre su superficie.
En 1975, participó en el proyecto de pruebas Apolo-Soyuz como comandante. Por aquel entonces, ya era general de brigada, lo que le convertiría en el primer general del ejército estadounidense en ir al espacio. Realizó seis maniobras de rendezvous en órbita y llegó a sumar 507 horas de vuelo espacial. Pilotó más de 120 tipos de aeronaves, tanto de ala fija como rotatoria, así como tres clases de naves espaciales diferentes.

## Primeros años y educación
Thomas Patten Stafford nació el 17 de septiembre de 1930 en Weatherford (Oklahoma), hijo de Thomas Sabert Stafford, dentista de profesión, y Mary Ellen Patten, profesora retirada. Thomas Sabert desarrolló un cáncer de piel en 1944 y falleció cuatro años más tarde, el 22 de junio de 1948. Mary Ellen siguió viviendo en Weatherford hasta su muerte, en agosto de 1987. Stafford se interesó por el mundo de la aviación tras el comienzo de la Segunda Guerra Mundial, debido a su proximidad a una base de entrenamiento de la Fuerza Aérea en la localidad aledaña de El Reno. Construía aviones de aeromodelismo y pudo volar por primera vez a los 14 años, en un avión ligero Piper Cub. Cursó sus estudios en la escuela Weatherford High School, para graduarse en 1948.
En su último año de instituto, se apuntó al equipo de fútbol americano de la Universidad de Oklahoma, donde había obtenido una beca del Cuerpo de Entrenamiento de Oficiales de Reserva de la Marina (NROTC). Se enroló así en la Academia Naval, donde fue admitido en 1952. Sin embargo, una lesión en la rodilla durante un entrenamiento de pretemporada acabó con sus aspiraciones de jugar en el equipo de fútbol americano de la academia, el Navy Midshipmen. Al cabo de un año, se embarcó en el USS Missouri, donde conoció a John Young, compañero de camarote y futuro piloto del módulo de comando en la misión Apolo 10. Durante el verano de su segundo año, entrenó a bordo de un avión de entrenamiento SNJ Trainer en la base aérea de Pensacola, en Florida. En una de sus visitas a su Weatherford natal, conoció a la que sería su futura esposa, Faye Shoemaker. Tras su tercer año, pasó a servir en el USS Burdo, un destructor escolta del USS Missouri. Durante su cuarto año de servicio, en otra de sus visitas a Weatherford, Faye y él se comprometieron en diciembre de 1951. En la primavera de 1952, fue seleccionado a sorteo para unirse a la Fuerza Aérea tras graduarse. Concluyó su formación en la Academia Naval con honores, por la que recibió un título académico de bachiller universitario en ciencias, tras lo cual se incorporó al ejército como teniente.

## Servicio militar
Antes de graduarse en el instituto, sirvió en la 45ª División de Infantería de la Guardia Nacional de Oklahoma. Poco después, fue transferido al 158º Regimiento de Artillería, donde trazaba blancos para prácticas de artillería.
Inició su primer periodo de entrenamientos en las bases aéreas de Greenville, San Marcos y Connally, comandando un T-6 Texan y un T-33 Shooting Star. Se vio involucrado en una colisión aérea con otro estudiante durante un entrenamiento en la base de San Marcos. Tanto él como su instructor aterrizaron a salvo, pero el piloto de la otra aeronave falleció en el accidente. Tras graduarse el 1 de septiembre de 1953, se mudó a la base aérea de Tyndall para entrenar en el caza F-86 Sabre. En 1954, fue destinado al 54º Escuadrón de Cazas en la base aérea de Ellsworth, donde voló el F-86 en una misión de defensa en el Ártico. En 1955, se le transfirió al 496º Escuadrón de Cazas para una misión similar en la base aérea de Landstuhl (hoy, Ramstein), en la República Federal de Alemania. Además, sirvió como oficial de asistente de mantenimiento, lo que acrecentó su interés por presentar su solicitud a la Escuela de Pilotos de Pruebas de la Fuerza Aérea.
En 1958, se inscribió en dicha Escuela, en la base aérea de Edwards. Terminó primero de su promoción y recibió el Premio A. B. Honts. Tras graduarse, permaneció en la misma base como instructor de vuelo, donde creó el primer puesto de instructor civil de vuelo para asegurar una formación continuada entre los frecuentes abandonos e incorporaciones de los instructores militares. Además, editó junto a otros autores el Pilot's Handbook for Performance Flight Testing (Manual del piloto para vuelos de pruebas de rendimiento) y el Aerodynamics Handbook for Performance Flight Testing (Manual de aerodinámica para vuelos de pruebas de rendimiento). Al concluir su misión, fue aceptado en la Escuela de negocios Harvard, lo que le llevaría a mudarse a la ciudad de Boston en septiembre de 1962. A los tres días de llegar allí se le comunicó su inclusión en el Grupo 2 de Astronautas de la NASA.

## Carrera en la NASA
En abril de 1962, aún trabajando como instructor de vuelo, solicitó su entrada en el siguiente proceso de selección de astronautas. Se sometió a exámenes médicos y entrevistas durante el verano de 1962, en la base aérea de Brooks Air, en Texas. El 14 de septiembre de 1962, fue seleccionado para el Grupo 2, también conocidos como los «Nuevos Nueve» o los «Siguientes Nueve», junto a otros ocho futuros tripulantes.

### Proyecto Gemini

#### Gemini 6

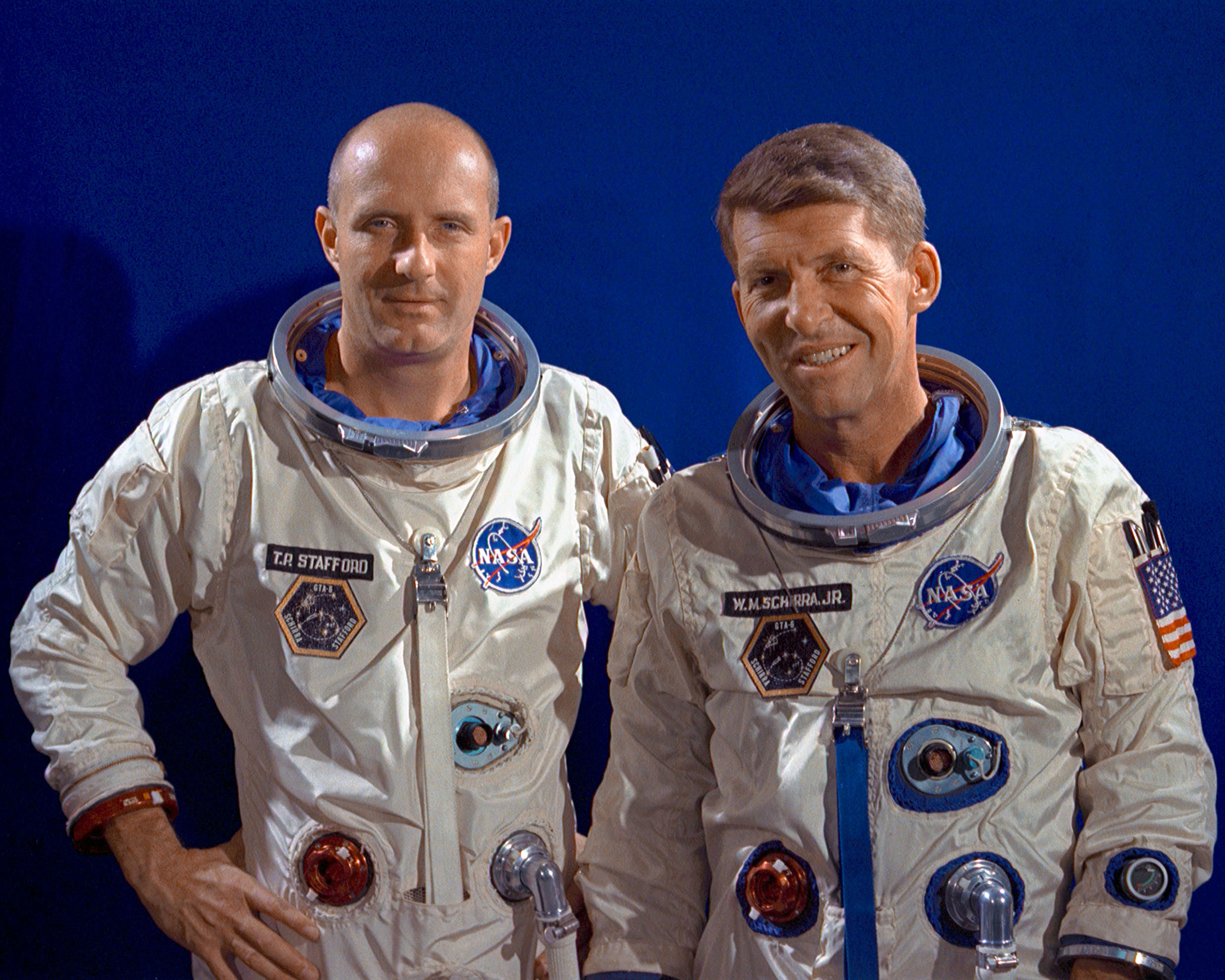
Stafford (izquierda) con su compañero de la Gemini 6A, Wally Schirra (1965).

En un primer momento, tanto él como Alan Shepard volarían en la primera misión tripulada del programa Gemini, la misión Gemini 3. Sin embargo, a Shepard se le diagnosticó poco después la enfermedad de Ménière, por lo que se optó por sustituirles por Virgil Grissom y John Young. Stafford pasó a ser el comandante de reserva y su nuevo compañero Wally Schirra, el piloto de reserva; ambos seleccionados como tripulación principal para Gemini 6.
La cronología prevista para la misión Gemini 6 incluía el atraque con el vehículo Agena. El 25 de octubre de 1965, Schirra y Stafford se encontraban ya en el interior del Gemini 6 antes del lanzamiento cuando el Agena explotó durante su ascenso. La misión original fue cancelada y se rediseñó Gemini 6A para acoplarse esta vez con la misión de larga duración Gemini 7. El 4 de diciembre de 1965, Gemini 7 se lanzó al espacio. Ocho días más tarde, Gemini 6 sufrió un apagón inmediato de los motores tras la ignición. Schirra y Stafford no llegaron a eyectarse, mientras que la causa del apagado se atribuyó a un fallo eléctrico y a un tapón que obstruía una de las vías de combustible.
Finalmente, el 15 de diciembre de 1965, Gemini 6 despegó para atracar con Gemini 7. Las dos cápsulas permanecieron unidas por sus bases durante unas cinco horas, en lo que se considera el primer encuentro espacial de la Historia. Gemini 6 amerizó el 16 de diciembre, recuperada por el buque USS Wasp.

#### Gemini 9
Antes de Gemini 6, fue seleccionado como comandante de reserva para la misión Gemini 9 junto a Eugene Cernan como piloto de reserva. Charlie Bassett y Elliot See por su parte figuraban como la tripulación principal. El 28 de febrero de 1966, las dos parejas de astronautas volaron hasta el aeródromo de Lambert, en sendos cazas T-38 Talon, para visitar la planta de ensamblaje de las naves Gemini de McDonell Douglas. Bassett y See se estrellaron en el aterrizaje, falleciendo en el acto. Stafford y Cernan pasaron a ser la tripulación principal de Gemini 9, con Jim Lovell y Buzz Aldrin como pareja de reserva.

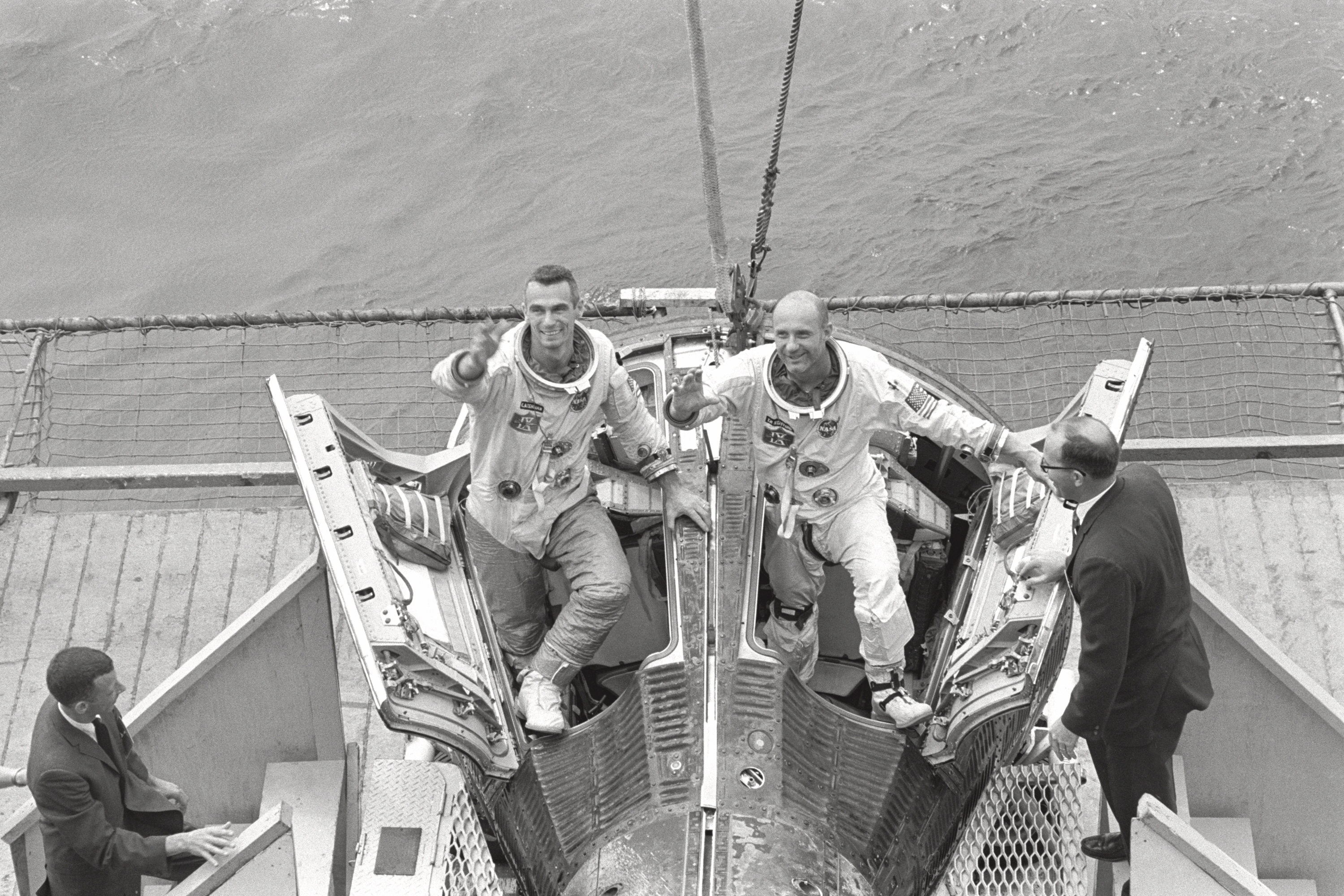
Stafford (derecha) y Eugene Cernan a bordo del USS Wasp (1966).

El 17 de mayo de 1966, el vehículo Agena se desvió del rumbo previsto durante el lanzamiento y acabó precipitándose sobre el Atlántico. Al no existir un Agena de repuesto, se pasó a usar como objetivo el Augmented Target Docking Adapter (Adaptador de Atraque de Blanco Aumentado, o ATDA), que logró ponerse en órbita el 1 de junio de 1966. El lanzamiento de Gemini 9, previsto para el mismo día, se canceló por un error informático. Fue lanzada con éxito dos días después y consiguió acercarse al ATDA en su segunda órbita. Sin embargo, la cubierta del ATDA solo se abrió parcialmente, por lo que la Gemini 9 fue incapaz de realizar el atraque. No obstante, Stafford y Cernan llevaron a cabo varias maniobras de aproximación con el ATDA, incluida la simulación de rescate de un módulo lunar en órbita baja terrestre.
Al día siguiente, Cernan intentó una actividad extravehicular (EVA) para probar la Unidad de Movilidad de Astronautas, una mochila con propulsores acoplada al traje espacial para maniobras individuales. Nada más salir de la cápsula, Cernan experimentó problemas de movilidad, seguidos de fallos en la comunicación y en la regulación del ambiente. La EVA fue cancelada y Cernan tuvo que volver a la nave al cabo de dos horas. El día 6 de junio, Gemini 9 amerizó sobre el océano, recuperada también por el buque USS Wasp.

### Programa Apolo

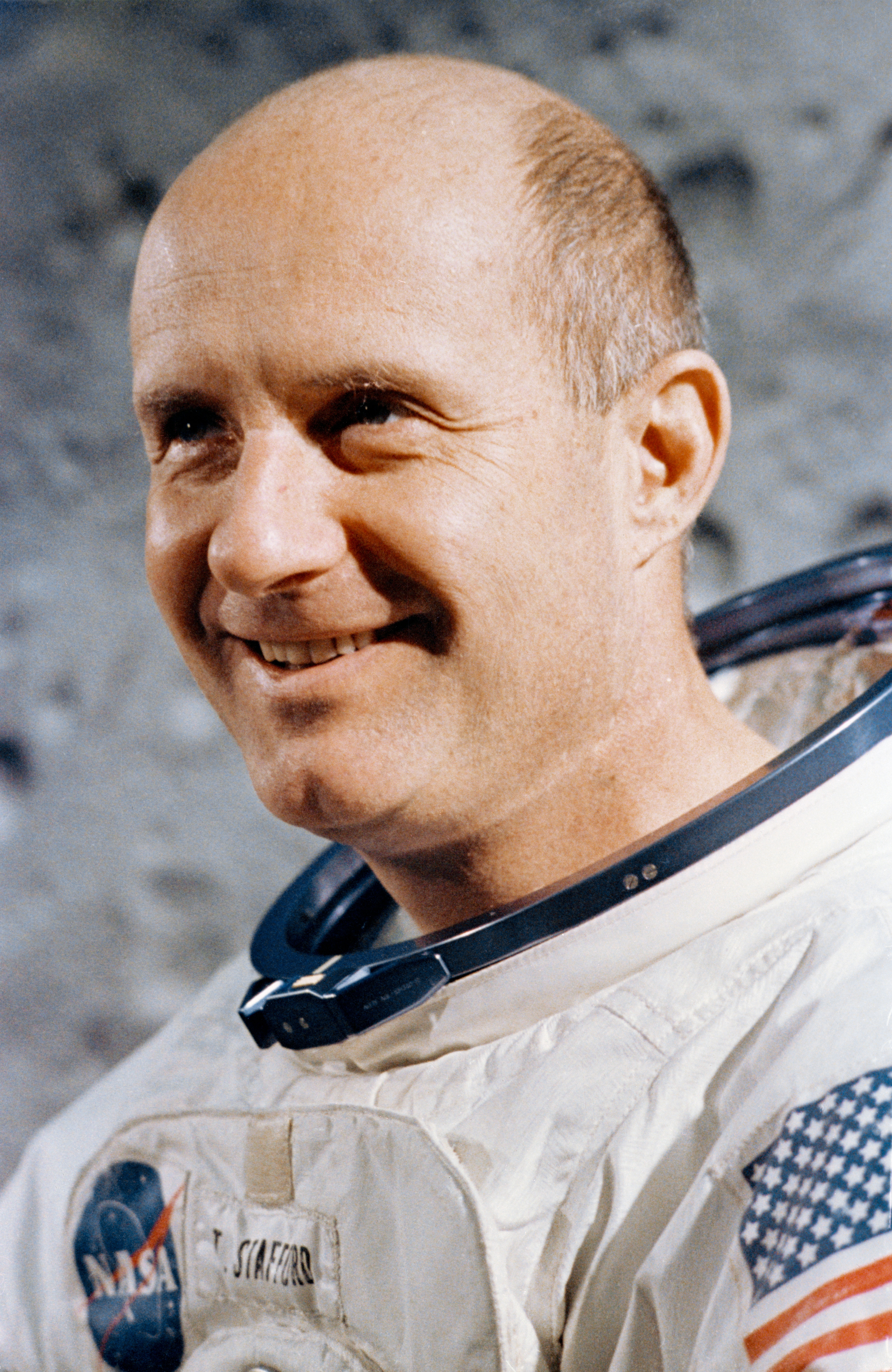
Stafford como Comandante del Apolo 10 (1968).

Después de Gemini 9, fue designado como piloto de reserva del módulo de comando del Apolo 2, junto a Frank Borman como comandante y Mike Collins a los mandos del módulo lunar. Como tarea técnica, se le encomendó ser el representante de los astronautas para el diseño de los sistemas de guiado y navegación, así como de los módulos de comando y servicio. Al término de 1966, se le asignó de nuevo el puesto de piloto de reserva del Apolo 2 junto a sus futuros compañeros del Apolo 10, John Young como comandante y Eugene Cernan a los mandos del módulo lunar. Durante las pruebas del módulo de comando, se les notificó la suspensión del programa Apolo tras el incendio del Apolo 1.

#### Apolo 10
En la primavera de 1968, el director de Operaciones de Vuelos Tripulados Deke Slayton anunció que la tripulación de reserva de la misión Apolo 2 pasaría a ser la principal de Apolo 10. En los preparativos de la misión, Stafford colaboró en el diseño de una cámara a color para mejorar la retransmisión en vídeo, hasta entonces granulosa y en blanco y negro; ya que consideraba que la divulgación al público era un aspecto esencial de la misión. Para la misión, renombraron el módulo de comando como «Charlie Brown» y el módulo lunar como «Snoopy».
El 18 de mayo de 1969, el Apolo 10 despegó de Cabo Cañaveral. A pesar de las fuertes oscilaciones durante el ascenso, logró alcanzar la órbita sin incidencias. La tripulación realizó el acople del módulo de comando y el lunar, y maniobró la nave hacia la inyección translunar. Al llegar a la órbita lunar, Stafford y Cernan se separaron en el módulo lunar y maniobraron hasta que el periapsis de su órbita disminuyó a 14,5 km sobre el Mar de la Tranquilidad, emplazamiento de destino para el alunizaje del Apolo 11. Mientras ascendían de nuevo, el módulo empezó a girar descontrolado por culpa de un interruptor desalineado en el Sistema de Abortado de Guiado. Stafford fue capaz de recuperar el control e impulsar el vehículo para aproximarse al módulo de comando. El módulo lunar se desechó una vez los módulos quedaron acoplados y los tripulantes se encontraban en el módulo de comando. Tras dos días orbitando la Luna, el Apolo 10 puso rumbo a la Tierra. Durante su regreso, la cápsula alcanzó los 39 897 km/h, récord de la máxima velocidad alcanzada por un ser humano. Amerizó al este de Samoa, donde el navío USS Princeton asistió a su recuperación.

#### Proyecto de pruebas Apolo-Soyuz

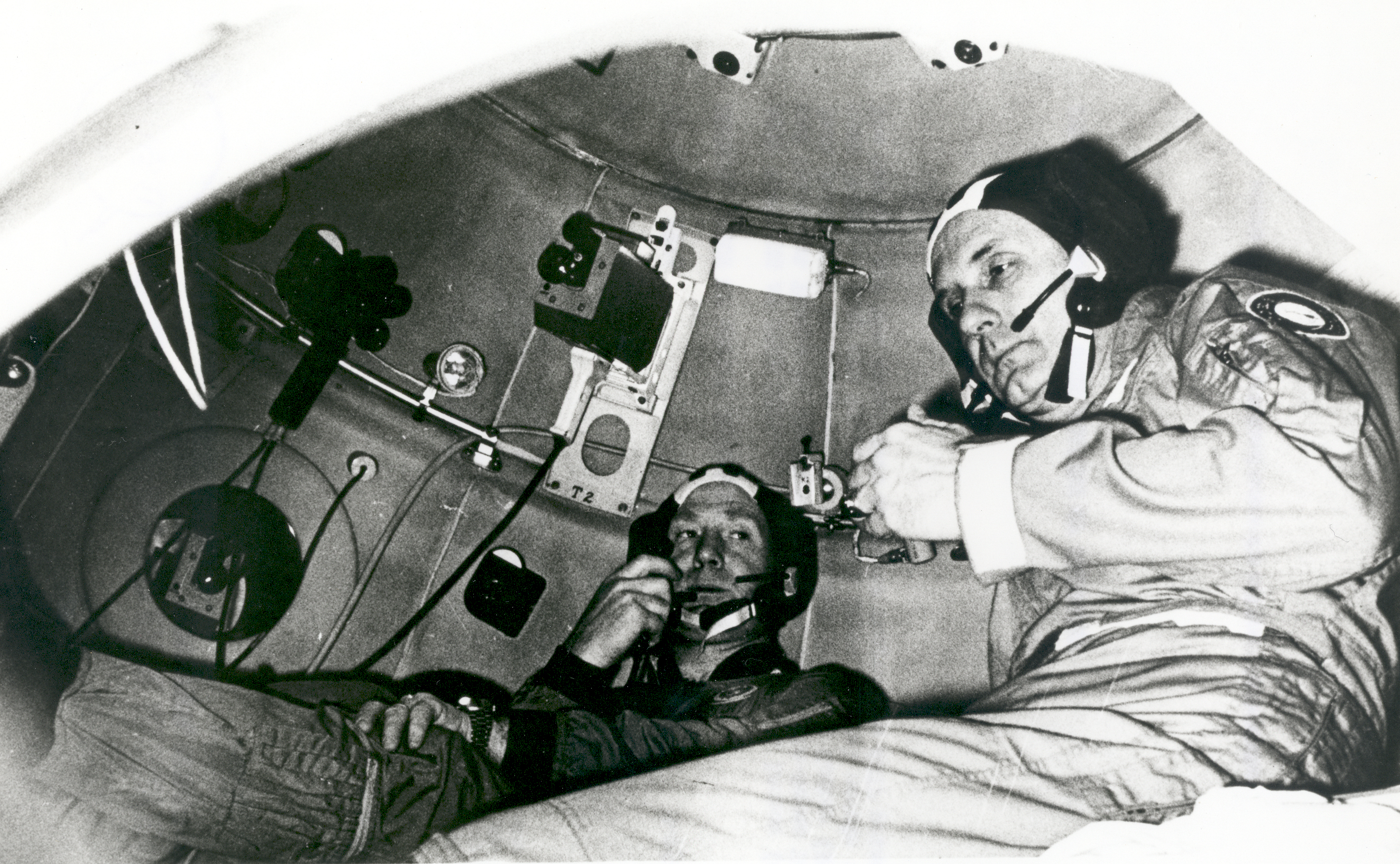
Stafford (derecha) y el cosmonauta Leonov entrenando para el Proyecto de pruebas Apolo-Soyuz en la Ciudad de las Estrellas (1975).

En julio de 1969, sustituyó a Alan Shepard (quien había vuelto a tareas de vuelo), como Jefe de la Oficina de Astronautas. Junto al director Deke Slayton, Stafford supervisó la asignación de las sucesivas misiones Apolo y Skylab hasta que Shepard volvió a su puesto tras participar en la misión Apolo 14, en julio de 1971. Durante este periodo, el presidente Richard Nixon y su homólogo soviético Alexei Kosygin acordaron impulsar el Proyecto de pruebas Apolo-Soyuz (ASTP). Al término de 1972, se le ascendió a general de brigada. Poco tiempo después, fue nombrado comandante del ASTP, junto a Deke Slayton, que dejaba su cargo de director, y el astronauta Vance Brand.
A comienzos de 1973, el equipo del ASTP entrenó de forma extensiva tanto en la Unión Soviética como en Estados Unidos. El 15 de julio de 1975 a las 12:20 UTC, la Soyuz 19 fue lanzada al espacio con los cosmonautas Alexei Leonov y Valery Kubasov a bordo, tras lo cual se lanzó el Apolo, el mismo día a las 19:50 UTC. Tras dos días en órbita, ambas naves se acoplaron, lo que permitió que sendas tripulaciones se encontraran y realizaran experimentos conjuntos y ruedas de prensa. Tras permanecer unidas 44 horas, las cápsulas se separaron el 19 de julio. La Soyuz volvió a la Tierra el 21 de julio; el Apolo lo hizo el día 24. Mientras descendía, el módulo de comando empezó a llenarse de tetraóxido de nitrógeno proveniente de los propulsores del sistema de control de reacción. La tripulación se puso máscaras de oxígeno, pero Brand quedó inconsciente y tuvo que ser ayudado por Stafford. Tras el amerizaje, la tripulación pudo ser asistida a bordo del navío USS New Orleans y tuvieron que ser hospitalizados en Hawái por edemas causados por la inhalación de combustible.

## Carrera después de la NASA

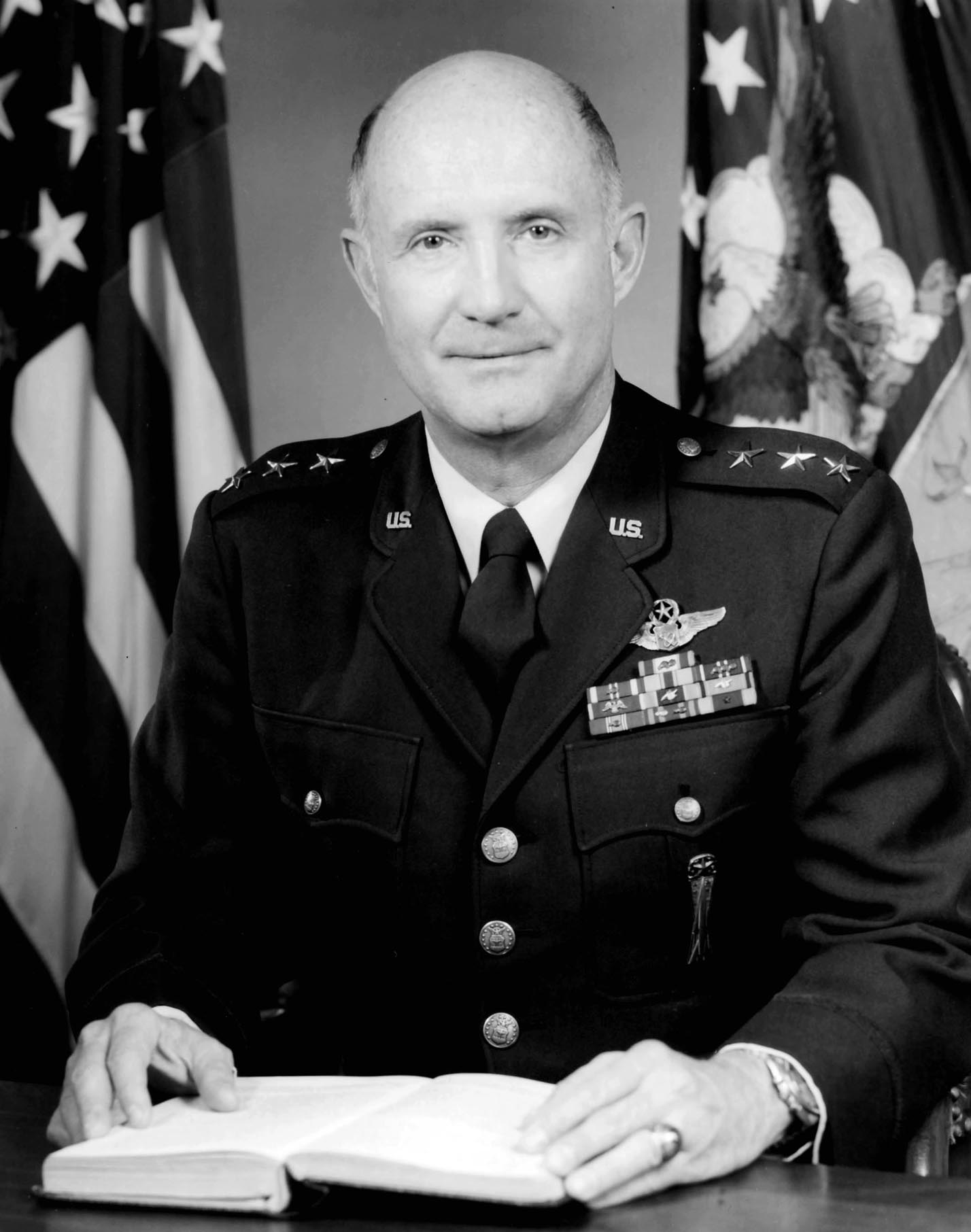
Teniente General Thomas Stafford (1979).

En junio de 1975, antes de participar en la misión ASTP, se le ofreció la comandancia del Centro de Prueba en Vuelo de la Fuerza Aérea, en la base de Edwards. Tras aceptar la oferta, asumió el cargo el 15 de noviembre de ese mismo año. Supervisaba las instalaciones de la base, tanto las del ejército como las destinadas para ensayos de la NASA, así como también los campos de pruebas en Utah y Nevada. Siguió pilotando aeronaves, incluidas el MiG-17 y el Panavia Tornado, ambas de fabricación extranjera. También se involucró en la entrevista al piloto militar soviético Viktor Belenko tras su deserción. Además, gestionó el desarrollo del avión experimental XST, que evolucionaría más tarde hacia el F-117 Nighthawk. En marzo de 1978, se le ascendió a teniente general y pasó a ser Subsecretario de Personal, Investigación al Desarrollo y Adquisición en Washington D. C. Una vez allí, impulsó la creación del misil MX y puso en marcha el desarrollo del ATB (Bombardero de Tecnología Avanzada), precursor del bombardero furtivo B-2 Spirit. El 1 de noviembre de 1979, se retiró a la ciudad de Norman, en su Oklahoma natal.
Tras su retiro, sirvió en varios consejos de administración de grandes empresas, como Omega SA, Gibralter Exploration y Gulfstream Aerospace. En un primer momento quiso volver a juntarse con sus compañeros del programa ASTP en Rusia. Sin embargo, la Invasión Soviética de Afganistán y el subsiguiente boicot a los Juegos Olímpicos de 1980 le impidieron viajar al país. Cofundó junto a otros dos generales recién retirados una consultora, llamada Stafford, Burke, and Hecker. En julio de 1990, el vicepresidente Quayle y el almirante Richard Truly, por entonces administrador de la NASA, le pidieron que presidiera un comité para asesorar a la NASA en futuras misiones a la Luna y a Marte. Organizó un equipo de 42 miembros a tiempo completo y 150 a media jornada para planear misiones a la Luna para el 2004 y a Marte para el 2012. En 1992, empezó a trabajar como asesor para el proyecto de la Estación Espacial Freedom, cancelado por falta de presupuesto y precursor de la Estación Espacial Internacional. Mientras coordinaba la participación rusa en el proyecto, se involucró como asesor técnico en las misiones STS-63 y STS-71 del Programa Shuttle-Mir y participó en una comisión de investigación de la Colisión Progress-Mir.
En 2002, publicó su autobiografía, editada junto a Michael Cassutt, bajo el título We Have Capture: Tom Stafford and the Space Race (Lo hemos capturado: Tom Stafford y la carrera espacial). También escribió el epílogo del libro Falling to Earth: An Apollo 15 Astronaut's Journey to the Moon (Cayendo a la Tierra: La aventura de un astronauta del Apolo 15 a la Luna), del también astronauta del programa Apolo, Al Worden.

## Vida personal y fallecimiento
En 1953, contrajo matrimonio con Faye Shoemaker, originaria también de Weatherford, en Oklahoma. Faye y él tuvieron dos hijas, Dionne (n. 1954) y Karin (n. 1957), y se divorciaron en 1985. Se casó en segundas nupcias con Linda Ann Dishmann, en diciembre de 1988. Adoptaron dos hijos, Michael Thomas y Stanislav "Stas" Patten. Le gustaba ir de caza, levantar pesas, nadar, pilotar planeadores, el buceo y la pesca.
El 18 de marzo del 2024, Stafford falleció de cáncer de hígado en un geriátrico de Satellite Beach, en Florida, a los 93 años.Fue el último miembro vivo de las misiones Gemini 6A,Gemini 9A y Apolo 10

## Premios y reconocimientos

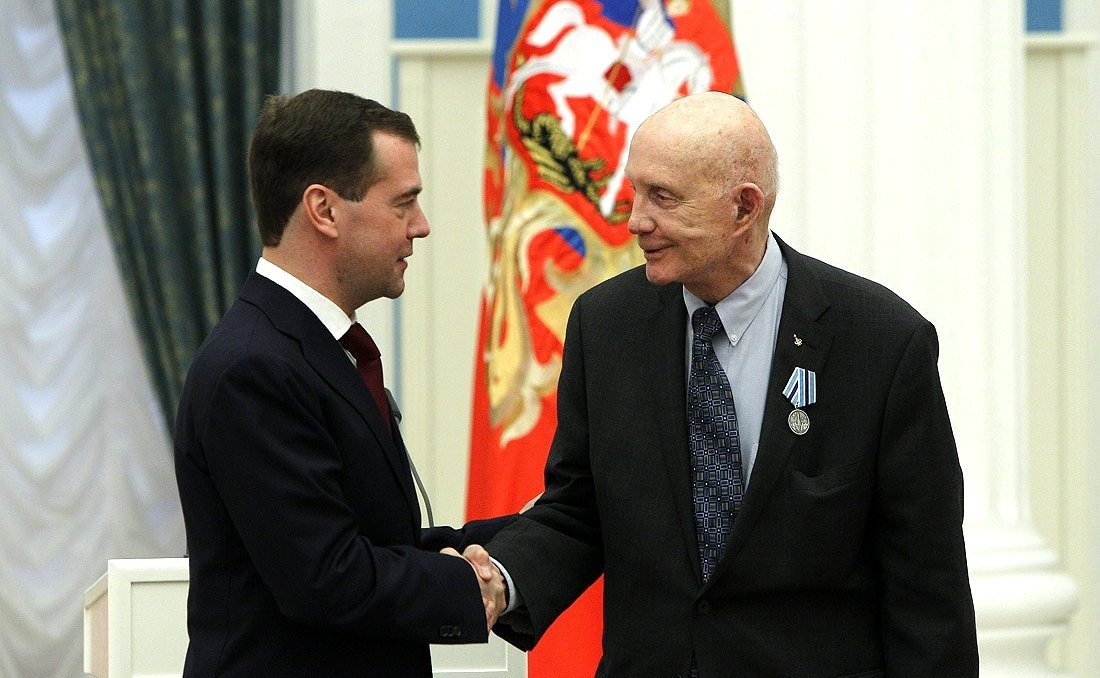
Stafford recibe la Medalla "Por Méritos en la Exploración del Espacio" de manos del presidente ruso Dmitri Medvédev en el Kremlin de Moscú (2011).

A lo largo de su carrera, obtuvo numerosos premios y reconocimientos por sus logros. Recibió el Trofeo Harmon de Aviación Internacional (1965), el Premio del Instituto Americano de Aeronáutica y Astronáutica, AIAA (1969), el Premio Especial de la Academia Nacional de Ciencias y Artes Televisivas (1969), el Premio James H. Doolittle de la Sociedad de Pilotos de Pruebas Experimentales (1979) y el Premio Elmer A. Sperry (2008). Obtuvo el reconocimiento tanto del gobierno estadounidense como del ruso: recibió la Medalla de Honor Espacial del Congreso de los Estados Unidos en 1993 y la Medalla "Por Méritos en la Exploración del Espacio" de la Federación Rusa en 2011.
Sus condecoraciones militares incluyen la Medalla por Servicio Distinguido de la Fuerza Aérea con dos hojas de roble, la Cruz de Vuelo Distinguido con hoja de roble, la Medalla al Reconocimiento de la Fuerza Aérea y el gafete del Premio a Unidad Sobresaliente de la Fuerza Aérea con tres hojas de roble. Entre otros premios destacados se incluye la Medalla al Servicio Distinguido de la NASA con hoja de roble, la Medalla al Servicio Excepcional de la NASA con hoja de roble, el Premio Octave Chanute del Instituto Americano de Aeronáutica y Astronáutica (1976), el Premio Nacional del Espacio de los Veteranos de Guerras Extranjeras, la Placa de Oro de la revista LIFE por Ciencia y Exploración (1976), el Trofeo General Thomas D. White de la National Geographic Society (1975) y el Premio A. B. Honts como graduado sobresaliente de la Escuela de Pilotos de Pruebas Experimentales de la Fuerza Aérea. Se le galardonó con la Medalla de Oro del Espacio de la Federación Aeronáutica Internacional (FAI) en 1976. La FAI hizo una excepción al premiar al cosmonauta Alekséi Leonov junto a Stafford, ya que lo habitual era condecorar solamente a una persona.
En 2011, fue premiado con el Trofeo en Memoria de los Hermanos Wright de la Asociación Aeronáutica Nacional estadounidense y con el Premio a la Trayectoria de la Asociación de la Fuerza Aérea. En 2014, fue elegido miembro de la Academia Nacional de Ingeniería de Estados Unidos. Está incluido en el Salón de la Fama de Aviación y Espacio de Oklahoma, en el Salón de la Fama Internacional del Aire y del Espacio, en el Salón de la Fama de Astronautas de los Estados Unidos y en el Salón de la Fama Internacional del Espacio. También es miembro de la Sociedad Astronáutica Americana, del Instituto Americano de Aeronáutica y Astronáutica, de la Sociedad de Pilotos de Pruebas Experimentales y del Explorers Club de Nueva York.
Recibió varios doctorados honoris causa, en Ciencias por la Universidad de Oklahoma City, en Derecho por la Western State University, en Comunicaciones por el Emerson College y en Ingeniería Aeronáutica por la Universidad Aeronáutica Embry–Riddle.

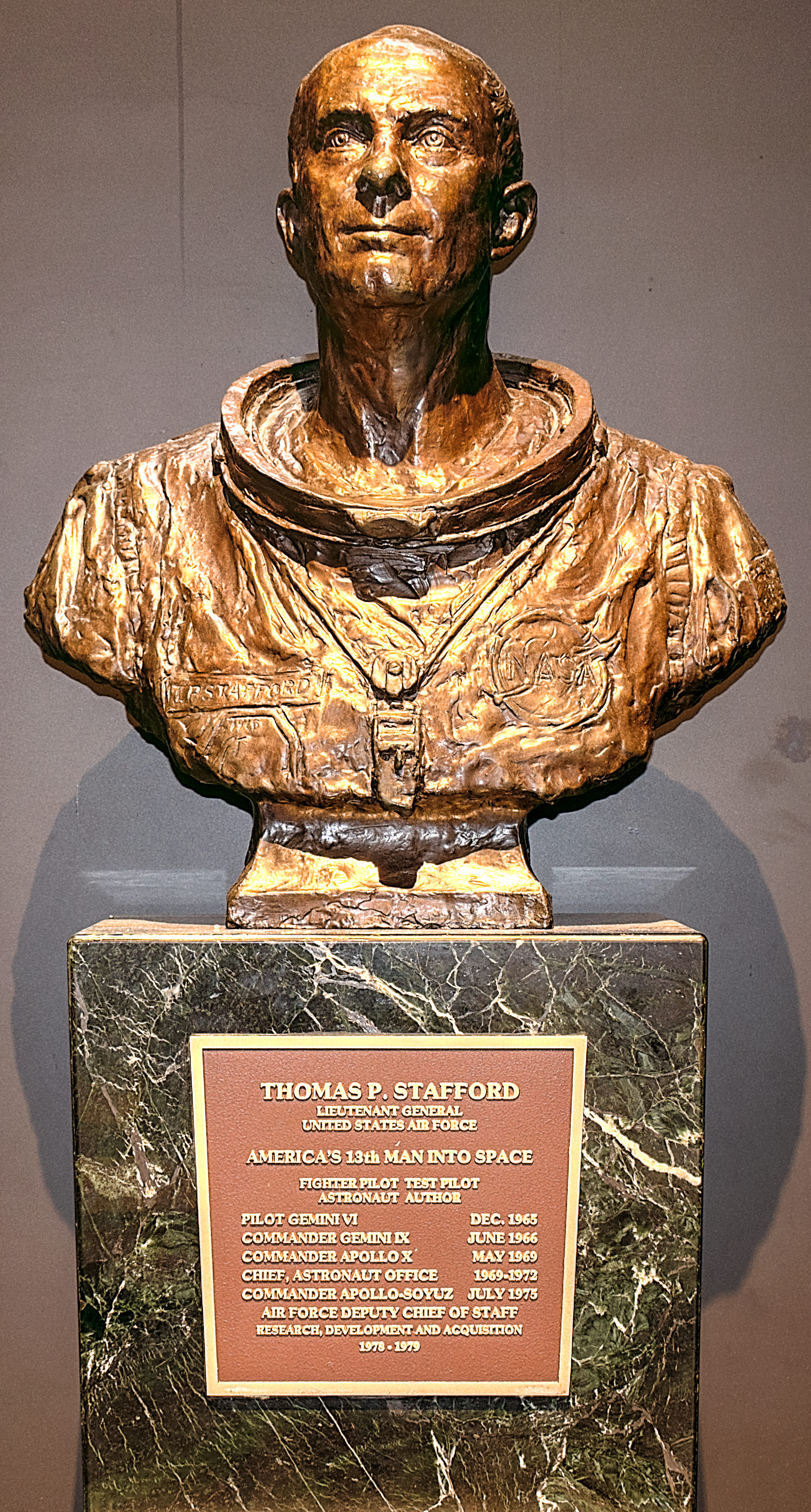
Busto de Stafford en el Museo de la Fuerza Aérea (2017).

En su ciudad natal de Weatherford, da nombre a un edificio de la Southwestern Oklahoma State University, al Aeropuerto Thomas P. Stafford y al Museo Stafford del Aire y el Espacio. En Oklahoma City, fue bautizado en su honor el Edificio Stafford del Centro Aeronáutico Mike Monroney de la Administración Federal de Aviación. En la localidad de Hydro, a 100 km al oeste de Oklahoma City, fue honrado con un laberinto de maíz cortado expresamente para ser visto desde el espacio.

## En los medios
- 1974 telefilme Houston, We've Got a Problem – interpretado por él mismo.[64]
- 1996 telefilme Apollo 11 – interpretado por Tony Carlin.[65]
- 1998 miniserie de HBO From the Earth to the Moon – interpretado por Steve Hofvendahl.[66]
- 1990 álbum Impurity de la banda de rock británica New Model Army – menciona a Stafford en la canción Space.[67]
- 2013 episodio piloto de The Americans en el canal FX, interpretado por un actor cuyo nombre no se menciona.[68]